# Abacetus aeneolus
Abacetus aeneolus is een keversoort uit de familie van de loopkevers (Carabidae). De wetenschappelijke naam van de soort werd in 1869 gepubliceerd door Maximilien de Chaudoir, gespeld als 'aeneobus' in de tekst, en als 'aeneolus' in de inhoudsopgave. Chaudoir vergelijkt de soort met Abacetus aeneus Dejean. Het Latijnse 'aeneolus' is een verkleindwoord van 'aeneus' en betekent 'van brons'.